# Gotlands våben
Gotlands våben består af en sølv- og guldfarvet stående vædder (oprindelig en afbildning af agnus dei dvs. guds lam) på blå baggrund, der holder en gylden tværstang med et rødt banner, som slutter med en femfligede gylden kant (bordure).
Fra 1600-tallet kendes også en version med en lam holdende en Dannebrogvimpel. Den endnu bevarede banner blev broderet i anledning af Karl X Gustavs begravelse i 1660 - og dermed kun få år efter Gotlands overgang fra Danmark til Sverige (efter Brømsebro-freden 1645). Motivet med guds lam er hentet fra det første kendte gutniske segl fra omtrent 1280. I forbindelse med beskrivelsen af våbenet i 1936 blev våbenbilledet imidlertid etableret som et vædder. Under Frederik 2. indgik Guds lam som symbol på øen også i det danske rigsvåben. Den blev sidst brugt af Frederik 6.
Gotlands våben bruges i dag af bl. a. Gotlands län. Den 2011 nydannede Region Gotland anvender en modificeret udgave med et hvidt flag og en rød vædder. Foreningen Gotlandiaflaggan lancerede 2013 et nyt flag i gylden og lila striber, baserende på en munks beskrivelse fra 1300-tallet. Allerede i Erikskrøniken var der et gotlandsk flag eller baner nævnt.

## Billeder
- Frederik 2s våben med Guds lam
- Frederik 2s våben (farvet)
- Gotlands våben med Dannebrogvimpel fra 1660
- Gotlands flag